# Schneefernerkopf
Schneefernerkopf är en bergstopp på gränsen mellan Tyskland och Österrike. Toppen på Schneefernerkopf är 2 875 meter över havet.
Den ligger 1,7 km sydväst om Zugspitze.  Närmaste samhälle är Ehrwald på Österrikes sida och Garmisch-Partenkirchen på Tysklands sida. 